# Torre de Chesterton

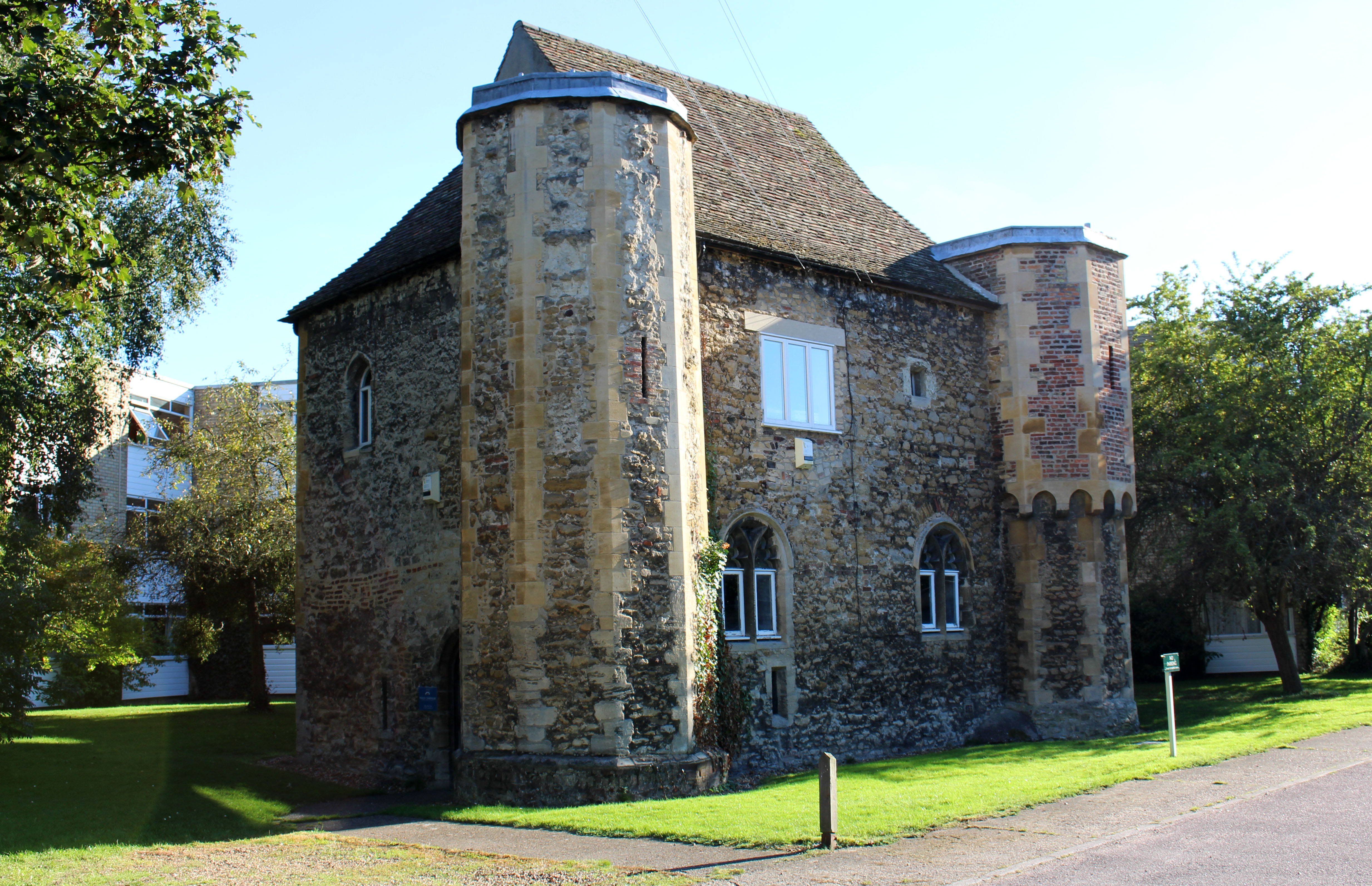
Chesterton Tower

Chesterton Tower é uma torre medieval de Grau I localizada em Chapel Street, Chesterton, Cambridge. A torre de dois andares, é do século XIV é a antiga residência dos procuradores italianos do abade de Vercelli na Itália. Situa-se no antigo jardim do vicariato da vizinha Igreja de Santo André, em Chesterton. Construída com pedras de campo, clunch, tijolo e outros materiais, a torre é, invulgarmente, não um fragmento, mas uma habitação completa com tectos abobadados, uma escada em caracol. O andar inferior é abobadado em dois vãos. Uma restauração foi concluída em 1949.
Em 1440 Henrique VI deu esses edifícios ao King's Hall, Cambridge que mais tarde se tornou no Trinity College de Henrique VIII.